# معادله کلاین–گوردون
معادله کلاین گوردون، حالت نسبیتی معادلهٔ شرودینگر است و برای توجیه ذرات کوانتومی با اسپین صفر به کار می‌رود. این معادله به اسم دو فیزیکدان به نام‌های اسکار کلاین و والتر گوردون نامگذاری شده است.

## معادله
معادله کلاین-گوردون برای یک ذرهٔ آزاد با اسپین صفر به صورت زیر است.
{\displaystyle \mathbf {\nabla } ^{2}\psi -{\frac {1}{c^{2}}}{\frac {\partial ^{2}}{\partial t^{2}}}\psi ={\frac {m^{2}c^{2}}{\hbar ^{2}}}\psi }